# Rhyacophila aureostigma
Rhyacophila aureostigma is een schietmot uit de familie Rhyacophilidae. De soort komt voor in het Oriëntaals gebied.
De wetenschappelijke naam van de soort werd voor het eerst gepubliceerd in 1970 door de Canadese entomoloog Fernand Schmid.